# Sayed Kashua
Sayed Kashua (arab. سيد قشوع, hebr., סייד קשוע ur. 1975 w Tirze) – izraelski pisarz, dziennikarz.
Kashua jest Arabem (obywatelem Izraela) tworzącym w języku hebrajskim. Ukończył prestiżową szkołę średnią w Jerozolimie, następnie studiował filozofię i socjologię na Uniwersytecie Hebrajskim. Jest twórcą nagradzanego sitcomu „Awoda Arawit”, którego bohaterami są młodzi arabscy małżonkowie mieszkające w osiedlu pod Jerozolimą. Również w swoich utworach prozatorskich, m.in. zbiorze opowiadań Arabowie tańczą i powieści Druga osoba liczby pojedynczej podejmuje temat arabskiej tożsamości w Izraelu, kraju w którym Arabowie, chrześcijanie i muzułmanie, pozostają obywatelami drugiej kategorii, jednak mogą się cieszyć częścią praw i względnym dobrobytem. W 2004 został nagrodzony Literacką Nagrodą Premiera. Jest felietonistą dziennika Ha-Arec. Od 2014 jest wykładowcą na University of Chicago

## Polskie przekłady
- Arabowie tańczą (2002; jako Said Kaszua)
- Druga osoba liczby pojedynczej (2010)